# Club Atlético Marbella
Club Atlético Marbella was een Spaanse voetbalclub. Thuisstadion was het Estadio Municipal Antonio Lorenzo Cuevas in Marbella in de autonome regio Andalusië. De ploeg had als bijnaam Blanquillos. Het team speelde tot het einde van het seizoen 1995-1996 in de Segunda División A, waarna de degradatie naar de Segunda División B en één seizoen later de ontbinding door financiële problemen volgde.  Onmiddellijk na het verdwijnen van de ploeg werd zijn opvolger, Marbella FC opgericht.

## Historie
Het hoogste niveau dat de ploeg ooit bereikte was de Segunda División A.  Ze speelden er in totaal vier seizoenen van 1992 tot en met 1996.
Jesús Gil y Gil was tot en met 1995 eigenaar van de ploeg en was sinds 1987 ook voorzitter van Atlético Madrid.  Gil zou de ploeg doorverkopen aan de Servische zakenman "Boban" Petrović, maar die kon de ploeg ook niet meer van de ondergang redden.